# Chai Songkhram
Phaya Chaisongkhram (Thai ไชยสงคราม, „Siegreich im Krieg“, auch: Chaisongkram, Cheyyasongkhram oder Jayasangrama; † 1325 in Chiang Rai) war zwischen 1311/1317 und 1325 der zweite König von Lan Na und Sohn des Begründers der bis 1578 herrschenden Mengrai-Dynastie, König Mengrai des Großen (1239–1311/1317).

## Leben
Nach dem plötzlichen Tod seines Vaters bestieg Chaisongkhram den Thron, blieb aber nur vier Monate in der Hauptstadt Chiang Mai. Er regierte von der alten Hauptstadt Chiang Rai aus und setzte seinen Sohn Thao (Prinz) Saenphu als Kommandant und Verwalter von Chiang Mai ein, der eigentlichen Hauptstadt von Lan Na. Saenphu verlor die Stadt jedoch an seinen jüngeren Bruder Khun Khrua, der mit Truppen aus Mueang Nai, dem heutigen Mone nach Chiang Mai kam und die Stadt eroberte, doch wurde er von Namthuam, einem der Söhne Chaisongkhrams, vertrieben. Chaisongkhram eilte ebenfalls zusammen mit Thao Khamdaeng, dem Sohn von Ngam Mueang und zehnten König des Herrschaftsgebietes von  Phayao, zur  Rückeroberung von Chiang Mai herbei. Chaisongkhram gab daraufhin dem Sohn von Khamdaeng, Khamlue, seine Tochter Kaeophota zur Gattin, um die guten Beziehungen zu befestigen. Nachdem Nam Thuam sich das Misstrauen seines Vaters zugezogen hatte, sandte ihn dieser nach Chiang Tung und Saenphu wurde erneut als Kommandant und verwalter von Chiang Mai eingesetzt.
Seit dieser Zeit war es für alle Herrscher von Lan Na von ausschlaggebender Bedeutung, die Stadt Chiang Mai zu beherrschen, die zwar erst kurz vorher (1296) von König Mengrai gegründet worden war, aber sich aufgrund der guten Lage rasch entwickelt hatte.